# Slaget om Saipan
Slaget vid Saipan var ett stort slag under andra världskriget mellan amerikanska och japanska styrkor. Slaget, som ägde rum 15 juni till 9 juli 1944, stod på ön Saipan belägen i Marianerna, Stilla havet.

## Slaget och efterverkningarna
Efter de mycket stora japanska framgångarna i inledningen av Stilla havskriget hade under hösten 1942 ett jämviktsläge inträtt som varade fram till våren 1943 då initiativet övergick till de allierade, som till största delen utgjordes av amerikanska styrkor. Under hösten 1943 fram till försommaren 1944 återerövrade amerikanerna efter hårda och mycket blodiga strider Salomonöarna (slaget om Guadalcanal), Gilbertöarna, Marshallöarna, samt sydöstra hörnet av Nya Guinea. Det militära läget började nu bli bekymmersamt för Japan. Nästa stora ögrupp som stod i vägen för de allierade var Marianerna med huvudöarna Saipan och Guam. Ögruppen var mycket viktig för de allierade att återerövra, dels därför att med Marianerna i allierade händer skulle en fortsatt offensiv mot Filippinerna kraftigt underlättas, dels skulle de japanska huvudöarna vara inom räckhåll för amerikanskt bombflyg.
Den japanska garnisonen på Saipan, som omfattade ca 31 000 man, leddes av generallöjtnant Yoshitsugu Saito. USA satte in över 70 000 man i slaget, som leddes av generallöjtnant Holland Smith. Redan 13 juni, två dagar före landstigningen, inledde amerikanska slagskepp ett våldsamt bombardemang av ön. Totalt avfyrades 165 000 tunga granater innan själva landstigningen inleddes på morgonen 15 juni. Den japanska flottan, som fortfarande utgjorde ett stort hot mot de allierade sjöstridskrafterna, ingrep nu för att undsätta öns försvarare. Det följande slaget om Filippinska sjön slutade emellertid med amerikansk seger och stora förluster för japanerna. Försvararna på Saipan hade därmed inga möjligheter att få förstärkningar och slaget var därmed i praktiken avgjort, men då den japanska moraluppfattningen förbjöd kapitulation blev striderna mycket hårda och blodiga. Amerikanarna fick kämpa för varje kvadratmeter av ön, där den bergiga terrängen underlättade för försvararna. Först den 9 juli var slaget över. 
Av den drygt 30 000 man starka japanska garnisonen överlevde inte ens 1 000 man. 24 000 dödades i strid och ytterligare 5 000 begick självmord hellre än att ge sig som fångar. Bland dem som begick självmord fanns Yoshitsugu Saito själv. Även hundratals civila japaner begick självmord. USA förlorade 3 000 man stupade soldater och cirka 10 000 sårade. Efter Saipans erövring föll snart resterande öar i Marianerna och i slutet av oktober 1944 inleddes invasionen av Filippinerna. Med Saipan, Guam och Tinian som huvudbaser inledde USA på hösten 1944 en våldsam bomboffensiv mot Japans huvudöar, som i intensitet var i paritet med de allierades bomboffensiv mot Tyskland. I Japan avgick premiärministern Hideki Tojo efter Saipans fall.